# 11월 25일
11월 25일은 그레고리력으로 329번째(윤년일 경우 330번째) 날에 해당한다.

## 사건
- 1936년 - 나치 독일과 일본 제국, 방공 협정 체결.
- 1950년 - 중공군과 북한군, 유엔군과 한국군에 총반격 개시
- 1997년 - IMF 협의단, 대한민국 금융기관 부실상태 집중 조사
- 2011년 - 넥슨의 게임 메이플스토리 이용자 1,320만명의 개인정보가 유출되는 대규모 해킹사태가 발생했다.

## 문화
- 2006년 - 한국사능력검정시험이 처음으로 시행되었다.
- 2015년 - 대한민국 광주에서 국립아시아문화전당이 공식 개관되었다.
- 2016년 - 걸그룹 2NE1이 데뷔 7년만에 전격 해체하였다.
- 2020년 - 일본 프로 야구 일본 시리즈 4차전에서 후쿠오카 소프트뱅크 호크스가 요미우리 자이언츠를 4대 1로 꺾고 시리즈 전적 4승으로 통산 11번째 우승을 달성하였다. 2017년 일본 시리즈, 2018년 일본 시리즈, 2019년 일본 시리즈에 이은 4연패이다.

## 탄생
- 1814년 - 독일의 물리학자, 의학자 율리우스 로베르트 폰 마이어. (~1878년)
- 1835년 - 미국의 철강 재벌 앤드루 카네기. (~1919년)
- 1881년 - 로마 가톨릭의 제261대 교황 교황 요한 23세. (~1963년)
- 1895년 - 체코슬로바키아의 군인, 정치인 루드비크 스보보다. (~1979년)
- 1897년 - 일제 강점기의 독립 운동가 겸 장로교 목사 주기철. (~1944년)
- 1898년 - 대한민국의 독립운동가 안재환. (~1977년)
- 1915년
  - 대한민국의 기업인 정주영. (~2001년)
  - 칠레의 군인, 정치인 아우구스토 피노체트. (~2006년)
- 1920년 - 미국의 영화배우 노엘 닐. (~2016년)
- 1924년 - 일본의 철학가 요시모토 타카아키. (~2012년)
- 1926년 - 미국의 극작가 머레이 시스게일. (~2020년)
- 1928년 - 대한민국의 교육자 이수봉.
- 1933년
  - 대한민국의 정치인 이춘섭. (~2022년)
  - 미국의 배우 캐서린 그랜트. (~2024년)
- 1934년 - 대한민국의 공무원, 지방자치단체장 하일청. (~1998년)
- 1938년 - 대한민국의 아나운서 김동건.
- 1940년 - 미국의 가수 퍼시 슬레지. (~2015년)
- 1944년 - 미국의 배우 벤 스타인.
- 1951년
  - 미국의 소설가, TV 드라마 트루 블러드의 원작 수키 스택하우스 시리즈의 저자 샬레인 해리스.
  - 네덜란드의 전 축구 선수, 현 축구 감독 요니 렙.
- 1952년 - 영국의 기업인 스티브 모건.
- 1955년 - 대한민국의 경찰공무원 어청수.
- 1957년
  - 대한민국의 배우 이동신.
  - 일본의 전 야구 선수, 야구 감독 오카다 아키노부.
- 1958년
  - 대한민국의 희극인 조정현.
  - 대한민국의 정치인 정양석.
  - 대한민국의 배우 구보석.
- 1960년
  - 대한민국의 제5대 국가안보실장 김성한.
  - 미국의 정치인, 변호사 존 F. 케네디 주니어. (~1999년)
- 1962년 - 대한민국의 배우 이혜영.
- 1964년 - 대한민국의 정치인 서왕진.
- 1966년 - 대한민국의 법조인, 정치인 오기형.
- 1967년 - 일본의 성우 나카이 카즈야.
- 1968년
  - 조선민주주의인민공화국의 탁구 선수 김성희.
  - 일본의 야구 선수 다카쓰 신고.
- 1969년 - 대한민국의 배우 이범수.
- 1971년 - 미국의 배우 크리스티나 애플게이트.
- 1973년
  - 대한민국의 배우 장영남.
  - 대한민국의 만화가 김미영.
- 1974년 - 캐나다의 배우 케네스 미첼. (~2024년)
- 1975년 - 대한민국의 가수 강성희.
- 1976년 - 대한민국의 배드민턴 선수 라경민.
- 1977년 - 대한민국의 배우 김선혁.
- 1978년
  - 일본의 가수 시이나 링고.
  - 대한민국의 래퍼 빅죠.
- 1980년
  - 남아프리카 공화국의 축구 선수 에런 모코에나.
  - 미국의 야구 선수 닉 스위셔.
  - 대한민국의 가수 각오빠.
- 1981년
  - 대한민국의 야구 선수 이범호.
  - 스페인의 축구 선수 사비 알론소.
  - 대한민국의 싱어송라이터 하현우.
  - 브라질의 격투기 선수 마우리시우 후아.
  - 미국의 작가, 저널리스트 제나 부시 헤이거.
- 1982년
  - 중국의 바둑 기사 쿵제.
  - 대한민국의 방송인 풍월량.
- 1983년
  - 대한민국의 기업인 박민규.
  - 대한민국의 배우 한시윤.
- 1984년 - 프랑스의 배우 가스파르 윌리엘. (~2022년)
- 1985년 - 대한민국의 배우 이한종.
- 1986년 - 대한민국의 가수 겸 뮤지컬 배우 강다영.
- 1987년
  - 대한민국의 방송인 윤태진.
  - 우즈베키스탄의 축구 선수 오딜 아흐메도프.
  - 대한민국의 필드하키 선수 안효주.
- 1988년
  - 대한민국의 배우 김정우.
  - 파키스탄 길기트발티스탄 주 스카르두의 방송인 자히드 후세인.
- 1989년 - 대한민국의 가수 정훈.
- 1990년
  - 프랑스의 배우 아누슈카 들롱.
  - 이집트의 플뢰레 펜싱 선수 알라엘딘 아부엘카셈.
- 1991년
  - 대한민국의 가수 케빈 (유키스).
  - 필리핀의 배우 마틴 델 로사리오.
- 1992년
  - 대한민국의 트로트 가수 연예진.
  - 대한민국의 래퍼 쿼시.
- 1993년
  - 대한민국의 배우 이지수.
  - 대한민국의 축구 선수 조우진.
- 1994년
  - 대한민국의 전 스타크래프트 프로게이머 김도욱.
  - 대한민국의 가수 소수빈.
  - 대한민국의 가수 주드 (빅스타).
  - 일본의 가수 무토 토무.
  - 대한민국의 래퍼 카키.
- 1996년
  - 대한민국의 배우 은서우.
  - 보스니아 헤르체고비나의 축구 선수 루카 유리치치.
- 1997년 - 대한민국의 배우 지우.
- 1998년
  - 대한민국의 배우 신동우.
  - 대한민국의 가수 유지.
- 2000년
  - 일본의 배우 후쿠모토 리코.
  - 대한민국의 가수 쇼타로.
- 2002년
  - 대한민국의 배우 조민아.
  - 스페인의 축구 선수 페드리.
- 2013년 - 대한민국의 아역 배우 안세빈.

## 사망
- 1925년 - 태국의 왕 와치라웃. (1881년~)
- 1940년 - 프랑스의 중국학자, 사회학자 마르셀 그라네. (1884년~)
- 1949년 - 일본의 정치인 미즈노 렌타로. (1868년~)
- 1990년 - 이탈리아의 권투 선수 살바토레 토디스코. (1961년~)
- 1992년 - 가나의 제2대 대통령 조지프 아서 안크라. (1915년~)
- 2005년 - 영국의 축구 선수 조지 베스트. (1946년~)
- 2007년 - 대한민국의 의학자, 교수 현봉학. (1922년~)
- 2011년 - 일본의 야구인 니시모토 유키오. (1920년~)
- 2013년
  - 대한민국의 육군 예비역 중장 채명신. (1926년~)
  - 영국의 축구 선수 빌 폴크스. (1932년~)
- 2016년
  - 대한민국의 희극인 이하원. (1956년~)
  - 쿠바의 정치인 피델 카스트로. (1926년~)
- 2020년
  - 아르헨티나의 축구 선수 디에고 마라도나. (1960년~)
  - 멕시코의 가수, 배우 플로르 실베스트레. (1930년~)
- 2022년
  - 대한민국의 목사 김선도. (1930년~)
  - 미국의 싱어송라이터 아이린 카라. (1959년~)
- 2023년 - 잉글랜드의 축구 선수, 축구 감독 테리 베너블스. (1943년~)
- 2024년
  - 미국의 영화배우 얼 홀리먼. (1928년~)
  - 대한민국의 정치인 이영권. (1936년~)
  - 영국의 슈퍼센티네리언 존 티니스우드. (1912년~)

## 기념일
- 세계여성폭력추방의 날: 도미니카 공화국의 세 자매가 독재에 항거하다 살해당한 것을 기념하여 1981년 제정됨
- 성폭력에 반대하는 16일간의 운동(16 Days of Activism Against Gender Violence)

## 같이 보기
- 전날: 11월 24일 다음날: 11월 26일 - 전달: 10월 25일 다음달: 12월 25일
- 음력: 11월 25일
- 모두 보기